# 廣川まさき
廣川 まさき（ひろかわ まさき、1972年 - ）は、日本のノンフィクション作家。富山県富山市八尾町出身。岐阜女子大学卒業。27歳のときにワーキングホリデービザを取得し、カナダ、ニュージーランドで働く。2003年にアラスカ・ユーコン川を単独カヌーで下り、その旅を記録した『ウーマンアローン』でデビュー。2004年、同書で開高健ノンフィクション賞を受賞した。

## 著作
- 『ウーマンアローン』集英社、2003年 ISBN 978-4087813203
- 『私の名はナルヴァルック』集英社、2010年  ISBN 978-4087814613
- 『今日も牧場（まきば）に、すったもんだの風が吹く』日経ナショナルジオグラフィック社、2015年  ASIN: B014EWXVMI
- 『ビッグショット・オーロラ』小学館、2017年 ISBN 978-4093885508 - 第23回小学館ノンフィクション大賞最終候補

## 受賞歴
- 第2回開高健ノンフィクション賞[3]（『ウーマンアローン』）

## 連載
いずれも日経ナショナルジオグラフィック社
- 『今日も牧場（まきば）に、すったもんだの風が吹く』
- 『アイスブルーの瞳　～アラスカ犬橇汗だく越冬記～』
- 『北米フィヨルド航海記　～風と潮と、ときどきセーラー犬～』